# Ustrój polityczny Danii
Ustrój polityczny Danii – Dania jest monarchią konstytucyjną, której najwyższym władcą jest monarcha. Paragraf szósty Konstytucji Danii z 1953 roku nakazuje królowi lub królowej należeć do Kościoła Ewangelicko-Luterańskiego.
Władza ustawodawcza należy do monarchy natomiast realizowana jest poprzez jednoizbowy parlament zwany Folketinget. Wyłaniany jest on w powszechnych wyborach, a jego kadencja trwa 4 lata (przed jej upływem może zostać rozwiązany). Liczy on maksymalnie 179 deputowanych (w tym po 2 z Grenlandii i Wysp Owczych). Władca może ustanawiać prawa tylko w nagłych wypadkach i o charakterze tymczasowym (wtedy, gdy parlament nie może się zebrać). Do obowiązków Folketingu należy także sprawowanie kontroli nad rządem oraz administracją (m.in. powołuje ombudsmana, który ma za zadanie kontrolę przestrzegania prawa przez funkcjonariuszy państwowych). 
Władza wykonawcza w Danii należy także do monarchy, który realizuje ją pośrednio przez ministrów i rząd, który obraduje pod jego przewodnictwem i nosi nazwę Rady Państwowej (bez niego jest to Rada Ministrów).  Podpisywane przez niego akty ustawodawcze i rządowe wymagają kontrasygnaty właściwego ministra, który nie ponosi za nie odpowiedzialności. Do kompetencji władcy w tym zakresie należy także mianowanie na stanowiska premiera i ministrów (powinni oni mieć zaufanie Folketingu, przed którym są odpowiedzialni politycznie). Urzędy te są odpowiedzialne konstytucyjnie przed Najwyższym Trybunałem Królestwa.
Władzę sądowniczą sprawują niezawisłe sądy I i II instancji oraz Sąd Najwyższy.